# چستر لی استریت
latitudeچستر لی استریتlongitudeچستر لی استریت
چستر لی استریت (به انگلیسی: Chester-le-Street) یک شهرک در بریتانیا است که در کانتی دورهام واقع شده‌است.

## خصوصیات
چستر لی استریت ۲۳٬۹۴۶ نفر جمعیت دارد.

## خواهرخوانده
شهر کمپ-لینتفورت خواهرخواندهٔ چستر لی استریت هست.